# Phaonia mimobitrigona
Phaonia mimobitrigona este o specie de muște din genul Phaonia, familia Muscidae, descrisă de Xue în anul 1988. Conform Catalogue of Life specia Phaonia mimobitrigona nu are subspecii cunoscute.